# Селище Тельмана (Челябінська область)
Селище Тельмана (рос. Посёлок Тельмана) — селище в Саткинському районі Челябінської області Російської Федерації.
Населення становить 67 осіб (2010). Входить до складу муніципального утворення Романовське сільське поселення.

## Історія
Згідно із законом від 17 листопада 2004 року органом місцевого самоврядування є Романовське сільське поселення .

## Населення
| 2002 | 2010 |
| ---- | ---- |
| 56   | ↗67  |